# 花の折鶴笠
「花の折鶴笠」（はなのおりづるがさ）は、1962年12月5日に発売された橋幸夫の29枚目のシングルである（VS-871）。大川橋蔵と橋が共演した同名の映画の主題歌となっている。

## 概要
- 大映との3年の準専属契約をしていた橋だが、前年（1961年）に、東映の「わが生涯は火の如く」ですでに同名の主題歌を歌っており、本作では、主題歌だけでなく、大川橋蔵と共演している。
- 橋自身は「大映との契約は残っていたはずですが、何か映画会社間の貸し借りのようなもの」だったのではないか、と回顧している[1]。
- 「近代映画」によると、関係者の話として、橋の恩師佐伯孝夫の家族が東映に勤務しており、「大映に11本出演して....ここらで将来のためにも他社の作品に出て.....手始めにこの映画に出て主題歌を歌って貰いたい」との申し出がなされた、と書いている[2]。これにより待望の「両橋」共演が実現した。
- 作詞は佐伯孝夫、作曲は吉田正の両恩師コンビ、映画と並行して作成されたため、映画公開4日後の発売である。
- この時期は9月に発表した「いつでも夢を」が大ヒット中であり、レコードとしてヒット賞は獲得しているものの「『いつでも夢を』の影にかくれてしまった印象」は否めない[3]としている。
- 「潮来笠」以来、橋の三味線を伴う時代歌謡に欠かせない静子が、本作では共演していない。
- c/wの「風流数え歌」も佐伯、吉田の手になる作品で、本作同様、映画の主題歌となっている。

## 収録曲
1. 花の折鶴笠
作詞：佐伯孝夫、作・編曲：吉田正
2. 風流数え歌
作詞：佐伯孝夫、作・編曲：吉田正

## 共演
- 豊寿（三味線）
- 豊藤（三味線）

## 収録アルバム
- 『唄う橋幸夫 颯爽股旅篇』[1964/1発売]LPモノラル
- 『橋幸夫 全曲集』1999/10 VICL-60474
- CD-BOXでの収録は以下のとおり。
  - 『橋幸夫大全集』1993/9　Disc2
  - 『橋幸夫のすべて』2011/2　Disc1
  - このほか『吉田正大全集』 1997/9　Disc5にも収録

## 映画
- 本作を主題歌とする「花の折鶴笠」（東映京都）が大川橋蔵、橋幸夫共演で制作され、1962年12月1日に公開された[4]。橋の東映時代劇出演は本作のみである。
- 「花の折鶴笠」は長谷川一夫が過去3回映画化しており[いつ?][どれ?]、橋蔵は舞台でこれを演じたが[いつ?]、映画では橋が加わり、さらに華やかになった。
- 物語は、気ままな旅を続ける風来坊・半太郎（大川橋蔵）、やくざ志願の若者・朝吉（橋幸夫）、悪人に狙われる富豪の娘、鉄火な女道中師、貪欲な親分などがからんで巻き起こす騒動、半太郎は朝吉とともに大暴れする。